# Bohyškovité
Bohyškovité (Hostaceae B. Mathew) byla čeleď jednoděložných rostlin z řádu liliotvarých (Liliales). Podle nejnovějšího taxonomického systému APG III byla bohyšky přeřazeny do podčeledi agávových (Agavoideae) v čeledi chřestovitých (Asparagaceae), která přísluší do řádu chřestotvarých (Asparagales).

## Popis
Jedná se zpravidla o vytrvalé pozemní byliny, někdy na bázi zdřevnatělé, převážně s hlízami nebo s oddenky. Jsou to rostliny jednodomé s oboupohlavnými květy. Listy jsou nahloučeny na bázi, jsou jednoduché, přisedlé nebo řapíkaté, střídavé, uspořádané spirálně, s listovými pochvami. Čepele listů jsou celokrajné, čárkovité až kopinaté, nebo podlouhlé či vejčité, žilnatina je souběžná nebo zpeřená. Květy jsou oboupohlavné, jsou v květenstvích, zpravidla v hroznech. Listen ve tvaru toulce pod květenstvím chybí, na bázi stopky květů jsou většinou listeny. Květy jsou pravidelné nebo téměř pravidelné. Okvětí je vyvinuto, zpravidla 6 okvětních lístků ve 2 přeslenech (3+3), okvětní lístky srostlé a vytvářejí okvětní trubku, jsou bílé, modré nebo fialové. Tyčinek je 6, ve 2 přeslenech, zpravidla 3+3, jsou srostlé s korunní trubkou, ale navzájem volné. Gyneceum je složeno ze 3 plodolistů, je synkarpní, čnělka a blizna je 1, někdy je blizna trojlaločná, semeník je svrchní. Plod je suchý, pukavý, převážně tobolka.

## Rozšíření ve světě
Jsou známy asi 3 rody a asi 12 druhů, které jsou rozšířeny v Severní Americe, Číně a v Japonsku.

## Seznam rodů
Hosta (bohyška), Leucocrinum (zařazení nejisté), Hesperocallis.
V ČR neroste přirozeně žádný druh z čeleď bohyškovité (Hostaceae). Často je však v zahradách pěstována bohyška jitrocelová (Hosta plantaginea) jako okrasná rostlina, původní je v Japonsku.